# Chefe de Estado
- Donald Trump, Presidente dos Estados Unidos
- Carlos III, Rei do Reino Unido e de outros Reinos da Comunidade das Nações
- Naruhito, Imperador do Japão
- Emmanuel Macron, Presidente da França
- Luiz Inácio Lula da Silva, Presidente do Brasil
- Claudia Sheinbaum, Presidente do México
- Cyril Ramaphosa, Presidente da África do Sul
- Netumbo Nandi-Ndaitwah, Presidente da Namíbia
- Hilda Heine, Presidente das Ilhas Marshall

Um chefe de Estado é a pessoa pública que oficialmente representa a unidade nacional e a legitimidade de um Estado soberano. Numa monarquia, o monarca é geralmente entendido como sendo o chefe de Estado. Numa república, o chefe de Estado hoje em dia geralmente tem o título de presidente, mas alguns têm ou tiveram outros títulos.
Em um sistema parlamentar, como a Índia e o Paquistão, o chefe de estado geralmente tem poderes cerimoniais, com um chefe de governo separado. No entanto, em alguns sistemas parlamentares, como a África do Sul, há um presidente executivo que é chefe de estado e de governo.  Da mesma forma, em alguns sistemas parlamentares, o chefe de estado não é o chefe de governo, mas ainda tem poderes significativos, por exemplo, Marrocos.  Em contraste, um sistema semi-presidencialista, como o da França, tem chefes de estado e de governo como líderes de fato da nação (na prática, eles dividem a liderança da nação entre si).  Enquanto isso, em sistemas presidencialistas como os dos Estados Unidos, o chefe de estado também é o chefe de governo.
O ex-presidente francês Charles de Gaulle, ao elaborar a atual Constituição da França (1958), disse que o chefe de Estado deveria incorporar l'esprit de la nation, ou, o "espírito da nação".